# Ludwig Wilhelm, Margraf de Baden-Baden
Ludwig Wilhelm, Margraf de Baden (n. 8 aprilie 1655, Paris, Regatul Franței – d. 4 ianuarie 1707, Rastatt, Baden-Württemberg, Germania) a fost conducător de Baden în Germania și comandantul șef al armatei imperiale. Este cunoscut, de asemenea, drept Ludwig Turcul (Türkenlouis) pentru multele victorii împotriva armatei turce. După decesul său în 1707, soția sa, Sibylla de Saxa-Lauenburg, a acționat ca regentă de Baden-Baden.

## Familie
Ludwig Wilhelm s-a născut în Hôtel de Soissons, în Paris, la  8 aprilie 1655. Numele său a fost ales după bunicul său, Margraf Wilhelm (1593–1677), și nașul său, Ludovic al XIV-lea, care era regele Franței. Ludwig a fost fiul lui Ferdinand Maximilian de Baden-Baden (1625–1669) și a soției lui, franțuzoaica, Prințesa Louise de Savoia (1627–1689). 
Tatăl său era fiul cel mare al lui Wilhelm, Margraf de Baden-Baden și decesul prematur al lui, l-a lăsat pe Ludwig Wilhelm, moștenitor de Baden și șef al ramurii catolice al Casei de Zähringen.
Fratele mamei sale era Contele de Soissons, tatăl renumitului general Prințul Eugene de Savoia, în a cărui umbră militară Ludwig va trăi și va lupta iar verii vor fi aliați în serviciul împăratului Sfântului Imperiu Roman împotriva francezilor. Părinții lui separându-se, el a fost răpit copil fiind din casa mamei lui din Paris și repatriat în Germania, unde a fost crescut de bunica paternă vitregă.

## Cariera militară

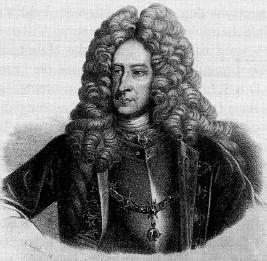
Ludwig Wilhelm, Margraf de Baden.

Ludwig Wilhelm a servit prima dată sub Raimondo Montecuccoli împotriva vicontelui Turenne, și apoi sub ducele de Lorena. În Asediul Vienei de către turci în 1683, el și-a aruncat forțele asupra orașului și printr-o escapadă strălucită a efectuat joncțiunea cu regele Sobieski și cu ducele de Lorena. În 1689 el i-a învins pe turci la Niš.
Ludwig a început să fie numit Türkenlouis. Turcii îl numeau regele roșu datorită jachetei uniformei lui foarte vizibilă pe câmpul de luptă. A fost cunoscut drept strateg împotriva armatei otomane, așa cum a fost Eugen de Savoia. În calitate de responsabil militar în slujba Sfântului Imperiu Roman, a devenit în 1689 comandant al armatei imperiale din Ungaria. Din această poziție a repurtat o victorie răsunătoare în Bătălia de la Slankamen din 1691.
Ludwig a văzut orașul Osijek ca o locație de importanță strategică excepțională în războiul împotriva turcilor. El a cerut repararea zidurilor orașului și a propus construirea unui nou fort numit Tvrđa, în conformitate cu principiile ingineriei militare ale lui Vauban. La scurt timp după aceea, el a fost trimis în fruntea armatei în Războiul Marii Alianțe.
În 1701 a construit Linia Bühl-Stollhofen, o linie de apărare concepută pentru a proteja nordul statului Baden de atacul francez. Mai târziu, el a condus armata imperială în Războiul de succesiune spaniol, unde a încheiat cu succes asediului Landau în septembrie 1702, dar în curând a trebuit să se retragă peste Rin și a fost învins de francezi sub ducele de Villars la Friedlingen. În 1704 a participat cu succes în campania germană a lui Marlborough și a prințului Eugen de Savoia. S-a distins în Bătălia de la Schellenberg și a asediat și cucerit Ingolstadt și Landau.
A murit la castelul său neterminat, Schloss Rastatt, în 1707. Soția lui a preluat regența pentru fiul lor, Louis George; el a preluat puterea în mâinile sale în octombrie 1727.

## Căsătorie și copii

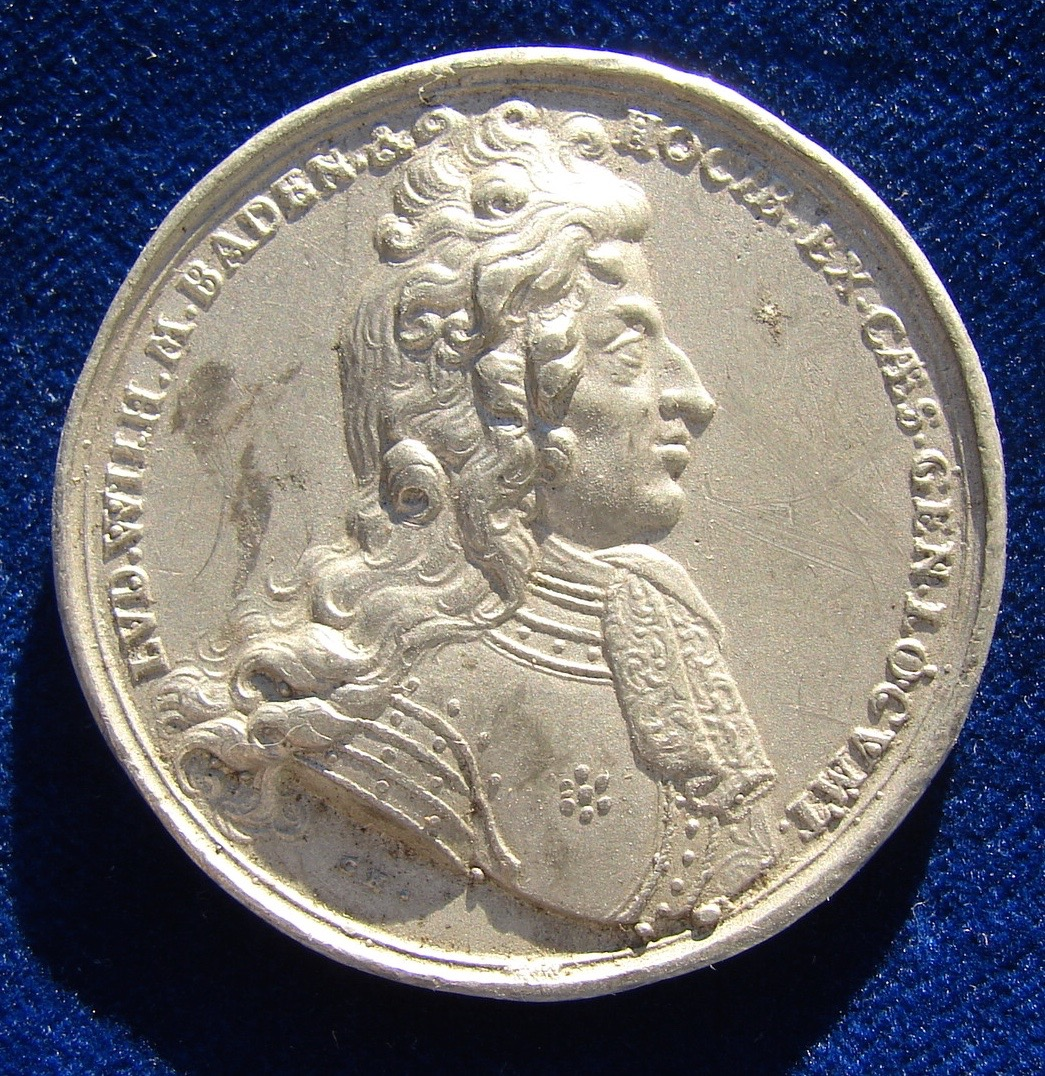
Portertul lui Ludwig în 1691 pe un medalion care celebrează victoria împotriva Imperiului otoman.

Pe 27 martie 1690, Margraful s-a căsătorit cu Prințesa Sibylle de Saxa-Lauenburg, aceasta fiind cu 20 de ani mai tânără. Ei au avut următorii copii:
- avort (d. între 1690 și 1695)
- Leopold Wilhelm (28 noiembrie 1695, Günzburg - 19 mai 1696), Prinț Ereditar de Baden-Baden
- Charlotte (7 august 1696, Günzburg - 16 ianuarie 1700)
- Charles Joseph (30 septembrie 1697, Augsburg - 9 martie 1703, Schlackenwerth), Prinț Ereditar de Baden-Baden;
- Wilhelmine (14 august 1700, Nürnberg - 16 mai 1702, Schlackenwerth)
- Luise (n. 8 mai 1701, Nürnberg - d. 23 septembrie 1707)
- Louis George Simpert (7 iunie 1702 – 22 octombrie 1761), Margraf de Baden-Baden
- Wilhelm Georg Simpert (5 septembrie 1703, Aschaffenburg - 16 februarie 1709, Baden-Baden)
- Auguste Marie Johanna (10 noiembrie 1704 – 8 august 1726), căsătorită cu Louis, Duce de Orléans (1703–1752)
- August Georg Simpert (14 ianuarie 1706 – 21 octombrie 1771), Margraf de Baden-Baden, căsătorit cu Marie Victoire d'Arenberg (1714 - 1793)

Ironic pentru un prinț-militar care a luptat împotriva Franței cea mai mare parte a carierei sale, la 17 ani după decesul său, singura fiică care a supraviețuit copilăriei, Prințesa Auguste, s-a căsătorit cu Louis d'Orléans, fiul regentului Franței și, la momentul nunții, primul în linia de succesiune la tronul Franței. Descendentul său din această uniune a devenit regele Louis Philippe al Franței în 1830.
După decesul lui Ludwig, văduva lui a construit Schloss Favorite, ca reședință de vară în memoria soțului ei. A fost înmormântat la Stiftskirche în Baden-Baden.